# Ulmus hollandica
Ulmus hollandica är en almväxtart som beskrevs av Philip Miller. Ulmus hollandica ingår i släktet almar, och familjen almväxter. Utöver nominatformen finns också underarten U. h. insularum.